# 男女工人同工同酬公约
男女工人同工同酬公约（英語：Equal Remuneration Convention）是1951年6月29日第三十四届国际劳工大会通过的一项公约，又称1951年同工同酬公约，是国际劳工组织第100号公约（C100）。公约于1953年5月23日生效。

## 内容
公约第二条规定缔约国应保证男女工人同工同酬原则适用于全体工人。

## 批准情形
截至目前，已有174个国家批准该公约。中国于1990年9月7日批准加入该公约，公约于1990年11月2日对中国生效。
目前仍有13个ILO成员国尚未批准该公约：巴林、文莱、库克群岛、科威特、马绍尔群岛、缅甸、阿曼、帕劳、卡塔尔、索马里、汤加、图瓦卢、美国。
对于有海外属地的国家，已知法国声明公约适用于法属圭亚那、瓜德罗普、马提尼克和留尼旺，新西兰声明公约适用于托克劳，荷兰则声明公约不适用于阿鲁巴、库拉索、荷属圣马丁或荷兰加勒比区。